# (27739) Kimihiro
(27739) Kimihiro est un astéroïde de la ceinture principale.

## Description
(27739) Kimihiro est un astéroïde de la ceinture principale. Il fut découvert le 17 octobre 1990 à Geisei par Tsutomu Seki. Il présente une orbite caractérisée par un demi-grand axe de 2,40 UA, une excentricité de 0,12 et une inclinaison de 7,1° par rapport à l'écliptique.

## Compléments